# Illja Kwascha
Illja Olehowytsch Kwascha (ukrainisch Ілля Олегович Кваша; englisch Illya Kvasha; * 5. März 1988 in Mykolajiw, Ukrainische SSR, UdSSR) ist ein ukrainischer Wasserspringer und dreifacher Olympionike (2008, 2012, 2016). Er nimmt seit 2006 an internationalen Wettkämpfen teil und tritt in den Disziplinen 1-m- und 3-m-Brett sowie im 3-m-Synchronspringen an.

## Werdegang
Sein bisher größter Erfolg war der Gewinn der Bronzemedaille im 3-m-Synchronwettbewerb bei den Olympischen Spielen 2008 in Peking mit seinem Partner Oleksij Pryhorow. Im Einzel vom 3-m-Brett erreichte er zudem Rang 15.
Er gewann darüber hinaus mehrere Medaillen bei Schwimmeuropameisterschaften. 2008 in Eindhoven errang er Gold vom 1-m-Brett und Silber vom 3-m-Brett, 2009 in Turin wiederholte er die Gold- und Silbermedaille und gewann außerdem Gold im Synchronspringen mit Pryhorow. Zwei Goldmedaillen gelangen ihm auch 2010 in Budapest, diesmal im Einzel vom 1-m-Brett und im 3-m-Synchronspringen. Vom 1-m-Brett gewann er 2011 abermals in Turin eine weitere Silbermedaille.
In London entschied er im Wasserspringen vom 1-m-Brett die Schwimmeuropameisterschaften 2016 für sich und belegte den dritten Rang vom 3-m-Brett wie auch im Synchronspringen zusammen mit Oleksandr Horschkowosow.